# Taxi Key
Taxi Key va ser una ficció radiofònica de gènere policíac que es va emetre a Ràdio Barcelona. El format va néixer el 2 d'octubre de 1948 de la mà de Luis Gossé de Blain i es va emetre fins al 1962. Tenia una durada de mitja hora i es titulava ¿Es usted un buen detective?. La sèrie és protagonitzada per un jove advocat, taxista de professió, però amb llicència de detectiu, anomenat Taxi Key. El protagonista va ser interpretat primer per Ricard Palmerola i, després de l'octubre de 1949, per Isidre Sola, un paper que li va valdre el 1954 un premi Ondas al millor actor de Barcelona.
També es va emetre a Almeria, Galícia i al País Basc. Es considera una de les sèries policíaques més llargues de la història de la ràdio espanyola. El 2008 el programa La ventana va retre homenatge a Taxi Key transmetent una de les seves produccions en directe.